# Rez Abbasi
Rez Abbasi (* 27. August 1965 in Karatschi, Pakistan) ist ein US-amerikanischer Fusion- und Jazz-Gitarrist, Musikproduzent und Komponist. 

## Leben und Wirken
Abbasi, der als Kleinkind mit seinen Eltern in die Vereinigten Staaten kam, wuchs in Los Angeles auf; Jim Hall, Pat Metheny und Bill Frisell bildeten nacheinander seine Einflüsse. Er studierte an der University of Southern California und der Manhattan School of Music Jazz und klassische Musik, anschließend ging er nach Indien, um von dem Perkussionisten Alla Rakha unterrichtet zu werden.
1987 zog er nach New York City, wo er seitdem arbeitet. 1991 erschien ein erstes Album, an dem u. a. Bob Mintzer, Kenny Werner, Gary Thomas, Peter Erskine, Marc Copland und Michael Formanek mitwirkten. Seitdem spielt er sowohl im Fusion-Genre als auch Post-Bop, Hard Bop und Jazz-Standards. Seit Mitte der 1990er Jahre betätigt sich Abbasi auch als Musikpädagoge und Komponist. Daneben war er als musikalischer Direktor und Produzent für die Sängerin Kiran Ahluwalia tätig, an deren Album Wanderlust (2008) er mitwirkte. 
Bei seinem 2005 entstandenen Album Snake Charmer, an dem die kanadische Vokalistin Kiran Ahluwalia mitwirkte, verband er in seinen Kompositionen Jazz und indische Musik. Gegenwärtig arbeitet er mit seinem  Rez Abbasi's Acoustic Quintet, zu dem der Vibraphonist Bill Ware, der Bassist Stephan Crump, der Schlagzeuger Eric McPherson und Hasan Bakr als Perkussionist gehören. Sein mit Vijay Iyer, Rudresh Mahanthappa, Kiran Ahluwalia, Johannes Weidenmüller und Dan Weiss für Sunnyside aufgenommenes Album Things to Come wählte das Magazin Down Beat zu den besten Alben der Dekade. Zudem wurde es mit dem Chamber Music America-Preis ausgezeichnet.

## Diskographische Hinweise
- Third Ear (String Jazz, 1991)
- Modern Memory (String Jazz, 1996) mit Tim Hagans
- Out of Body (String Jazz, 2002) mit Ron Horton
- Snake Charmer (Arabesque/Earth Sounds, 2003) mit Dave Liebman
- Things to Come (2009)
- Rez Abbasi’s Invocation Suno Sono (2011)
- Rez Abbasi Trio Continuous Beat (2013) mit John Hébert und Satoshi Takeishi
- Unfiltered Universe (2017) mit Rudresh Mahanthappa, Vijay Iyer, Johannes Weidenmüller, Dan Weiss, Elizabeth Mikhael
- A Throw of Dice (2019), mit Pawan Benjamin, Jennifer Vincent, Rohan Khrishnamurthy, Jake Goldbas
- Isabelle Olivier / Rez Abassi: Oasis (Enja 2020)
- Django-shift (2020), mit Neil Alexander, Michael Sarin[1]
- Charm (2023), mit Josh Feinberg, Jennifer Vincent, Satoshi
- Sound Remains (2025), mit Bill Ware, Stephan Crump, Eric McPherson, Hasan Bakr